# The Closest Thing to Crazy
The Closest Thing to Crazy è un singolo della cantautrice britannica Katie Melua pubblicato il 1º dicembre 2003, estratto dall'album Call Off the Search.

## Il disco
In precedenza il brano era apparso nell'album del 1995 Arabesque di Mike Batt.

## Tracce
CD-Single Dramatico DRAMCDS0006 (Sony) / EAN 0802987001021
1. The Closest Thing To Crazy
2. Downstairs To The Sun
3. The Closest Thing To Crazy (Enhanced Video)

## Classifiche
| Classifica (2004) | Posizione massima |
| ----------------- | ----------------- |
| Australia         | 45                |
| Irlanda           | 8                 |
| Paesi Bassi       | 41                |
| Norvegia          | 15                |
| Regno Unito       | 10                |